# Blumenau Esporte Clube
Le Blumenau Esporte Clube était un club brésilien de football basé à Blumenau dans l'État de Santa Catarina.

## Historique
- 1919 : fondation du club sous le nom de Blumenau Esporte Clube.